# Trichosphaerium sieboldi
Trichosphaerium sieboldi is een soort in de taxonomische indeling van de Amoebozoa. Deze micro-organismen hebben geen vaste vorm en hebben schijnvoetjes. Met deze schijnvoetjes kunnen ze voortbewegen en zich voeden. Het organisme komt uit het geslacht Trichosphaerium en behoort tot de familie Trichosidae. Trichosphaerium sieboldi werd in 1878 ontdekt door Schneider.